# Каморный снаряд

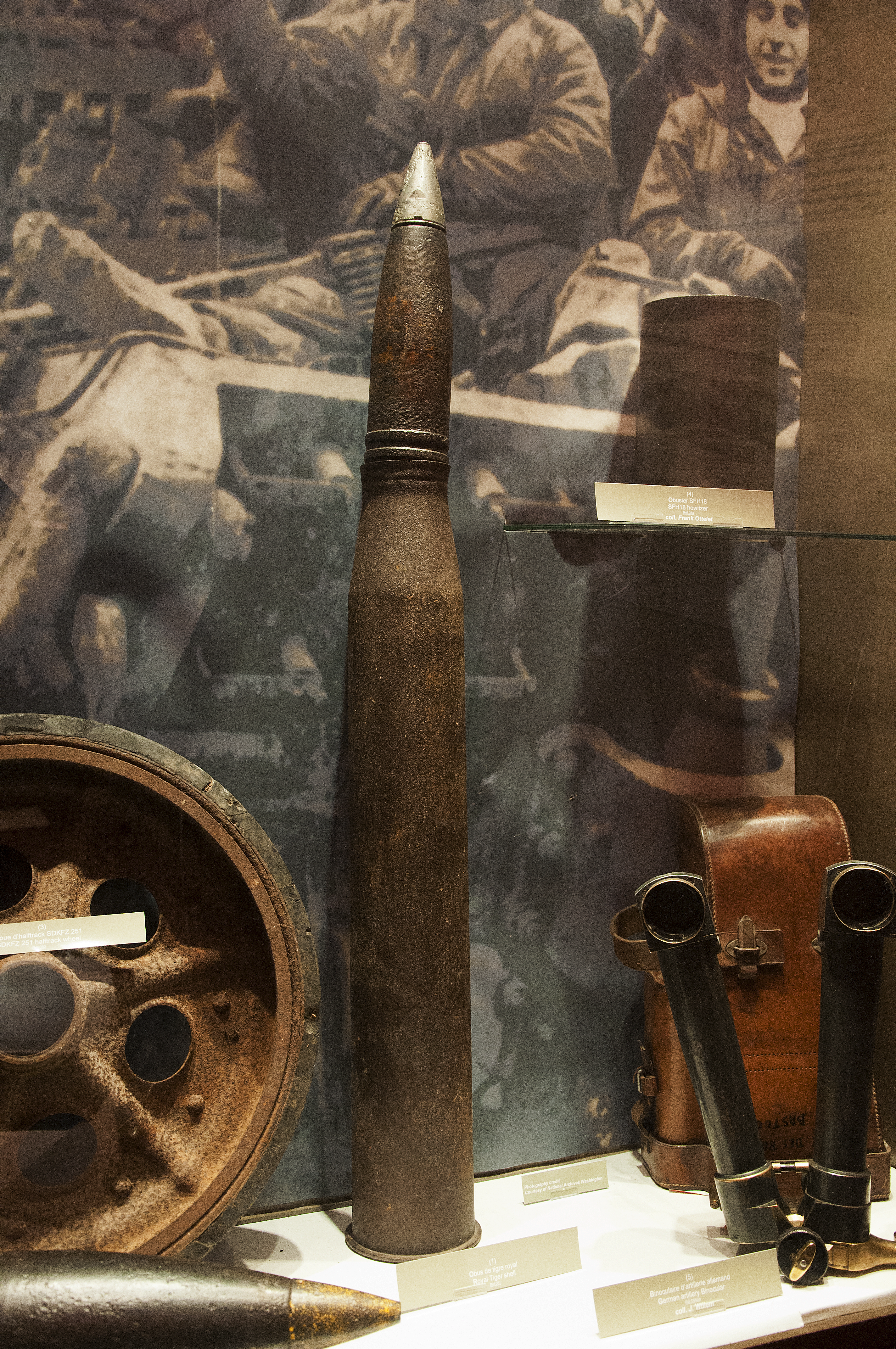
88-миллиметровый снаряд орудия KwK 43

Каморный снаряд — разновидность калиберных бронебойных снарядов, которая чаще всего использовалась в середине XX века против бронированных целей.
Для стабилизации эти снаряды использовали нарезы на стволе для закручивания во время полёта. Состоят в основном из стали.

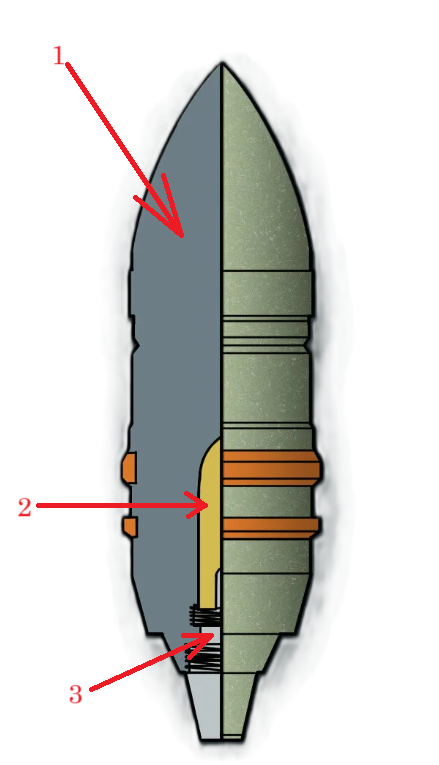
1 — корпус, 2 — взрывчатка, 3 — взрыватель

## Описание
Бронебойный каморный снаряд представляет собой корпус из стали, внутри которого находится взрывчатое вещество, а также донного взрывателя.
Принцип поражения прост. За счёт кинетической энергии снаряд пробивал броню, при попадании в танк активировался взрыватель и снаряд разрушался на осколки, которые вместе с осколками от брони и взрыва поражали экипаж внутри танка.
По сравнению с подкалиберными снарядами у них имеется меньше бронепробития, но больше поражающей способности.

## Использование в 1930—1945
Снаряды такого типа появились примерно в 1920—1930 годах и были созданы как разновидность бронебойных сплошных снарядов.
Каморные снаряды широко использовались во время второй мировой войны в танках и изредка появлялись во флоте, например, в советском бронекатере проекта 1124.
В вермахте использовался на всех танках. От лёгких до тяжёлых. В Советском Союзе в это время также преимущественно использовались каморные снаряды, в то время как в Британии и Америке использовали и каморные, и сплошные.

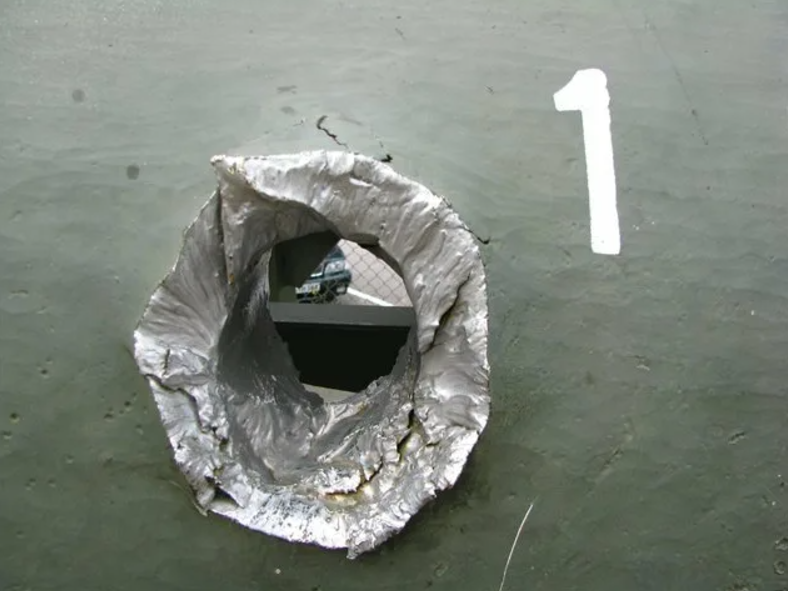
Отверстие, оставленное бронебойным каморным снарядом в броне танка

.

## Использование в 1950-х годах
После войны эти снаряды использовались до 1960—1970 годов, пока не были вытеснены кумулятивными и подкалиберными снарядами.
Например, советский танк Т-54 использовал каморные снаряды, в то время как инженеры М103 предпочли сплошные, а также кумулятивные боеприпасы.